# Aleucanitis judaica
Aleucanitis judaica är en fjärilsart som beskrevs av George Francis Hampson 1926. Aleucanitis judaica ingår i släktet Aleucanitis och familjen nattflyn. Inga underarter finns listade i Catalogue of Life.